# Павел Богданович
Павел Модестович Богданович е руски офицер, участник в Руско-турската война (1877 – 1878).

## Биография
Павел Богданович участва в Руско-турската война (1877 – 1878) като щабс-ротмистър от 8-и хусарски Лубенски полк. На 31 юли полкът му е разположен край село Садина. Към обяд на същия ден е нападнат от четири сотни кавалерия и един табор пехота. Заедно с Лейб-гвардейски Атамански полк в подкрепа, врагът е отхвърлен. В престрелката Павел Богданович е тежко ранен в корема. Едва държащ се на седлото и заплашен да попадне в плен на черкезите, е спасен от поручик Зацепин. Отнесен е в лагера, където лекарят се опитва да го спаси. Край него са много от офицерите, а лично полковия командир полковник Бороздин се опитва да го успокои. Богданович моли командира да предаде всичките му пари на неговата майка, на която е единствен син. Знаейки колко тежко ще подейства неговата смърт, моли да напишат, че умрял спокойно като е изпълнил дълга си. Богданович умира няколко часа по-късно. Тялото му е погребано край оградата на църква Свети Архангел Михаил в с. Карахасанкьой (дн. Зараево). Днес паметникът му е преместен в мемориалния комплекс северно от Зараево.